# Rozanne L. Ridgway
Pour les articles homonymes, voir Ridgway.
Rozanne Lejeune Ridgway, née le 22 août 1935 à Saint Paul, est une diplomate américaine.

## Biographie
En 1957, Rozanne Lejeune Ridgway obtient un bachelor's degree en science politique de l'université Hamline avec mention summa cum laude. Elle intègre le service extérieur des États-Unis (United States Foreign Service) dès l'obtention de son diplôme. Ridgway est ambassadrice des États-Unis en Finlande de 1977 à 1980, puis en Allemagne de l'Est entre 1983 à 1985.
Ridgway est l'Assistant Secretary of State for European and Canadian Affairs (en) de 1985 à 1989 sous la présidence de Ronald Reagan.
Elle est présidente de l'Atlantic Council de 1989 à 1996, puis présidente de la Baltic-American Freedom Foundation (en).
Elle est inscrite au National Women's Hall of Fame.